# Costa del Este

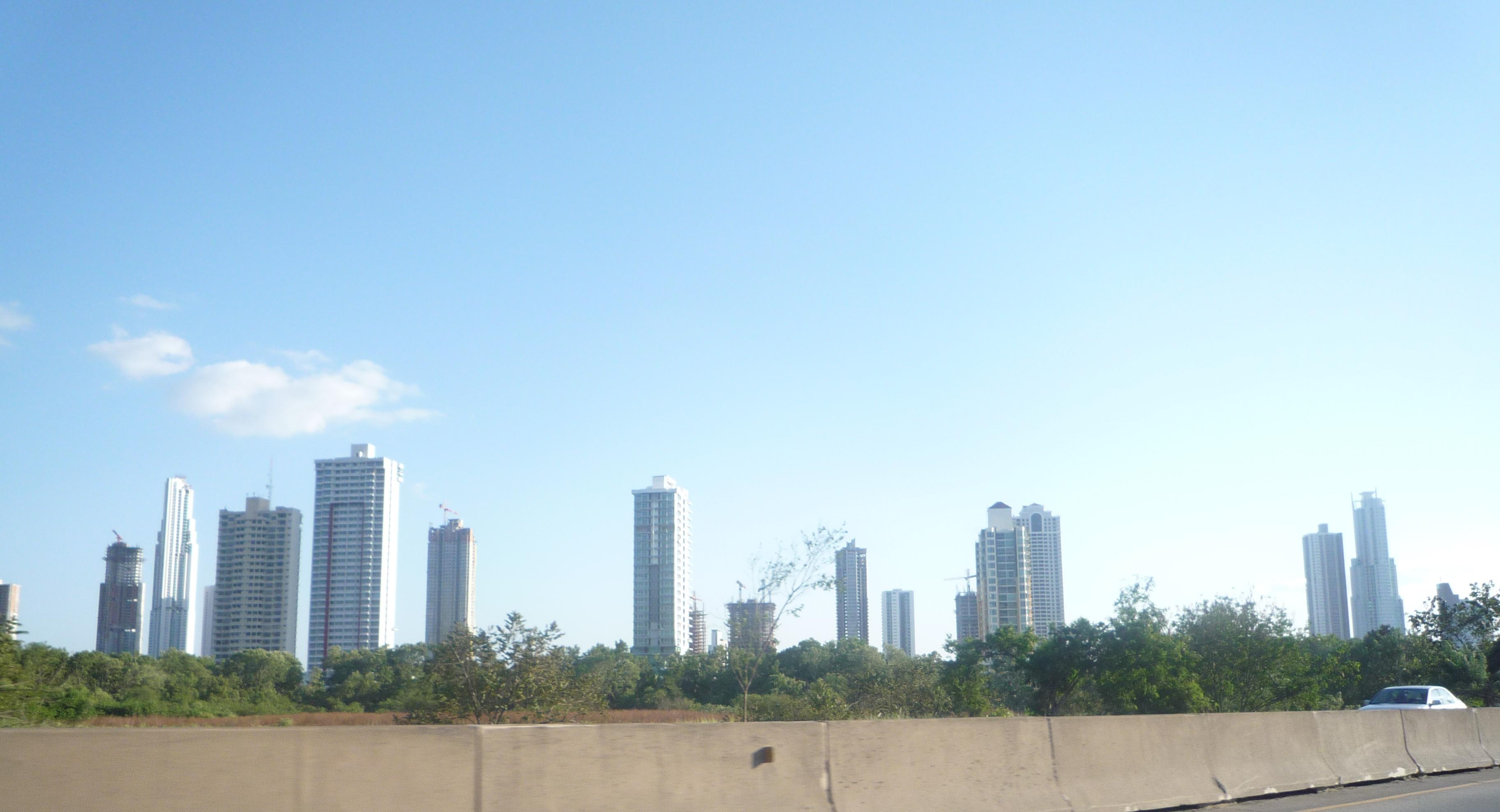
Panorama urbano ou Skyline de Costa del Este.

Costa del Este é uma importante zona de desenvolvimento imobiliário na Cidade do Panamá que encontra-se localizada entre os Corregimentos de Parque Lefevre e Juan Díaz. Foi desenhada com estandartes de primeiro mundo, cabeamento completamente soterrado, urbanizações de acesso restringido, planta independente para processamento de águas residuais, etc.
O Projeto de Costa del Este foi apresentado a luz pública em 1995, desde esse então tem-se convertido em uma das zonas com maior desenvolvimento imobiliário da Cidade de Panamá. Estes 310 hectares é uma zona que se tem convertido em um importante e exclusivo lugar da cidade, donde os edifícios que se estão construindo são de grande altura.
Está atravessada por elo Corredor Sul, conectada à cidade por uma ponte marinha de dois quilômetros de extensão, o que a comunica em poucos minutos com o centro da cidade e o Aeroporto Internacional Tocumen. Conta com grandes calçadas, parques, lugares recreativos, uma praça central enorme, sítios de descanso e um calçadão de quase 4 quilômetros de largo, semelhante a uma Avenida Balboa.
Uma de suas seções, onde se encontra o Parque Industrial era conhecida como o "Vertedouro de Panamá Velho", pois trata-se de uma porção de terreno artificial criada com o depósito do material que foi extraído para a construção do canal do Panamá, durante anos esta grande extensão do terreno esteve descuidada, pero recentemente se ha convertido na Área Industrial (Utilizada para Centros de Distribuição de Mercadoria). O resto das seções, eram manguezaies e selva virgem, donde se construyen las más modernas edificações de esta ciudad.    Para poder habilitar as terras de manguezais, se verteram milhões de toneladas de terra e rochas, a maioria provenientes de uma colina próxima a área de Villa Guadalupe, a qual foi eliminada completamente.
Em termos de valorização de projetos residenciais, é a segunda zona mais valorizada, atrás apenas da Avenida Balboa.

## Dados

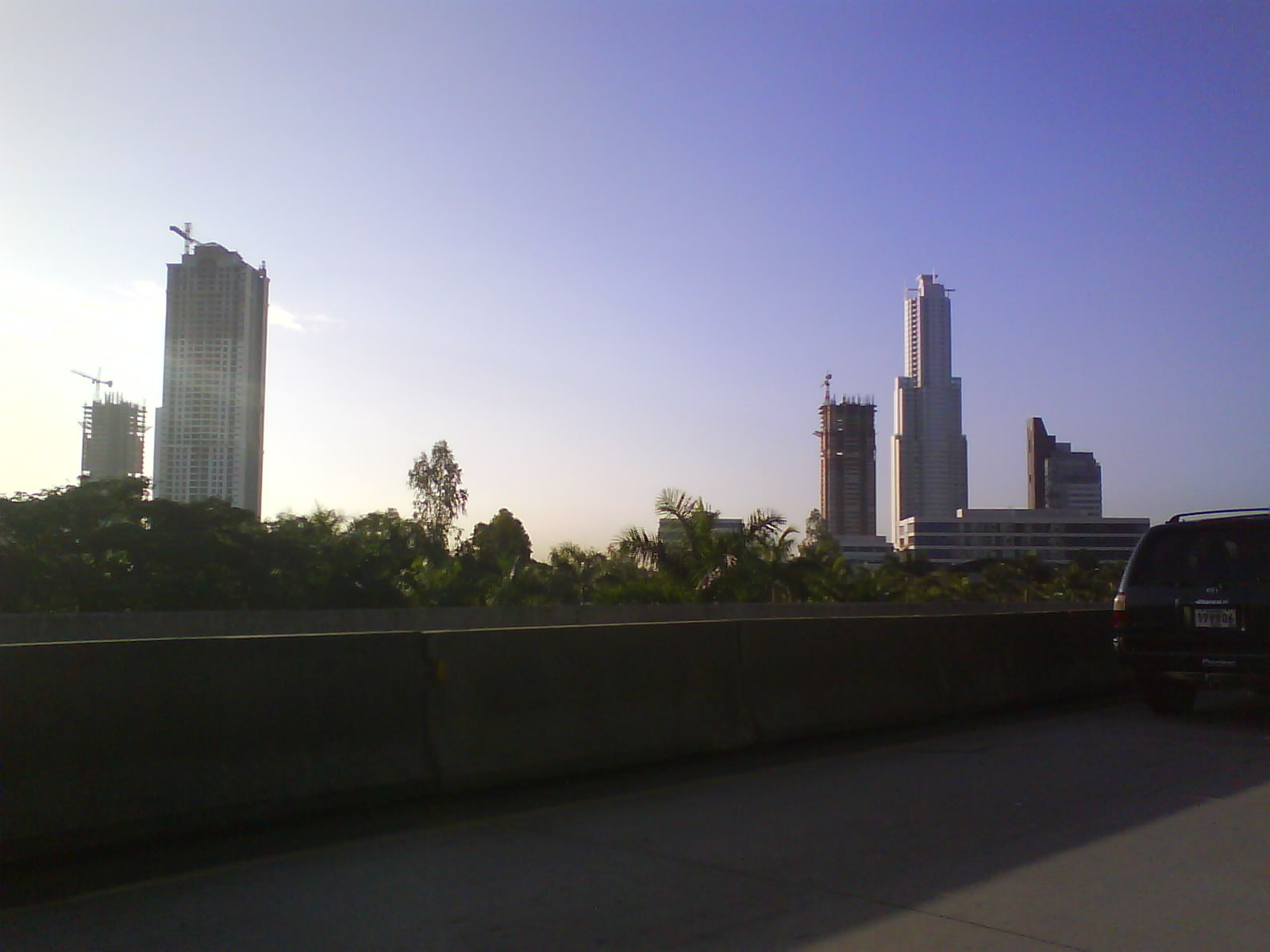
Primeras edificações de Costa del Este.

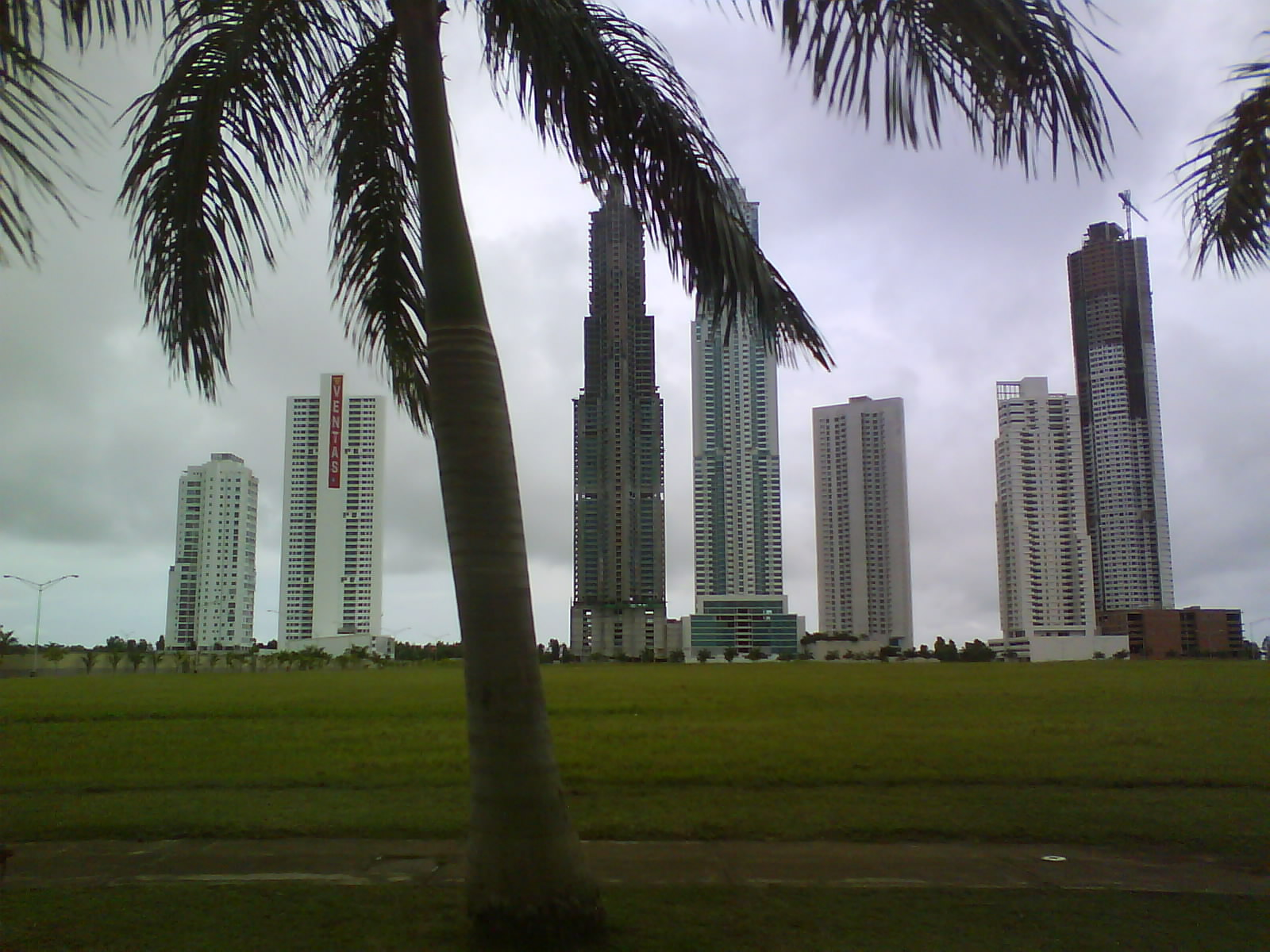
Altos arranha-céus construídos frente ao mar.

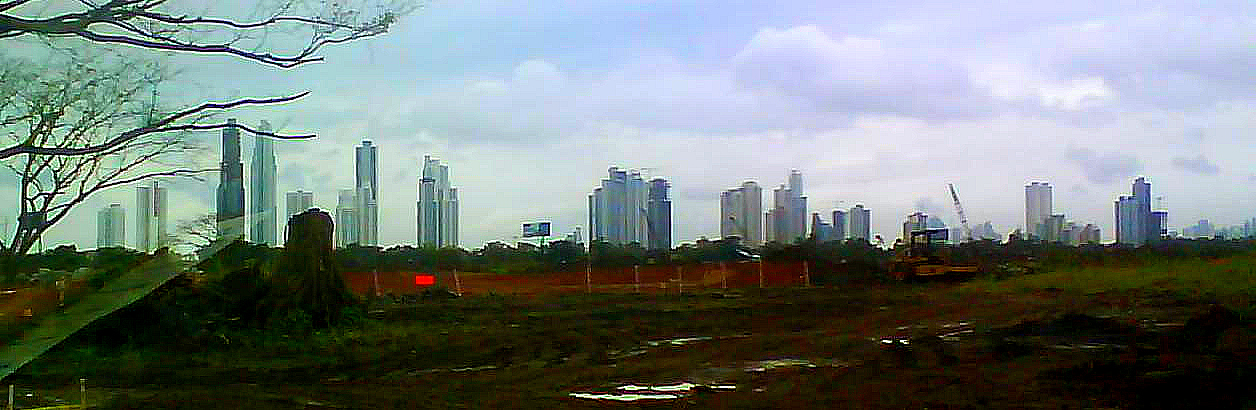
Arranha-céus de Costa del Este, finais de 2010.

- Costa del Este esta subdividido em 11 zonas distintas:
  - Costa del Este
  - O Parque Comercial
  - A Área Comercial Adicional de alta densidade
  - O Parque de Escritórios
  - A Área residencial de Alta Densidade
  - O Parque Felipe E. Motta
  - O centro de cidade
  - A Praça Central
  - Áreas Residenciais de Baixa Densidade
  - Áreas de uso misto
  - Áreas de serviços públicos.
- Ao Norte, limita com o Corredor Sul, Campo Lindbergh, área do Ginásio Novo Panamá e o Hipódromo. Ao Sul, limita com a Baía do Panamá. Al Este limita com os manguezais de Juan Díaz e Llano Bonito; e ao Oeste com Panamá Velho, Urbanização da Fontana e San Gerardo Mayela.
- A Área Residencial de Baixa Densidade se encontra em 3 seções:

Na Avenida das Costas (Costa Azul, Costa Bay, Costa das Pérolas, Costa Dourada, Costa Serena e Costa Bela)
A Maçã da Antiga e Palmeiras do Leste.
Seção Este, Magnólias, Balmoral, Toscana do Leste.
- Conectada a cidade por uma ponte marinha de dois quilômetros de comprimento.
- Sua avenida principal, foi batizada com o nome de Centenário, em homenagem a celebração dos 100 anos da República do Panamá.
- Até a data se tem invertido más de 400 milhões de dólares.
- Até o momento se tem construído um pouco mais de 900 casas residenciais.
- Entre os restaurantes da comunidade se encontram:

Cafeteria Delirys (Supermercado Riba-Smith),
Papa John's Pizza
Pizzaria del Este
A Imaculada
Il Grillo
Rock Burger
Tambureli
Subway
La Vitrola
Baskin-Robbins
Le Grand Petit-Gourmet